# Саут Вудсток (Конектикат)
Саут Вудсток (енгл. South Woodstock) насељено је место без административног статуса у америчкој савезној држави Конектикат.

## Демографија
По попису из 2010. године број становника је 1.291, што је 80 (6,6%) становника више него 2000. године.
| Група             | 2000.         | 2010.         |
| Белци             | 1.169 (96,5%) | 1.241 (96,1%) |
| Афроамериканци    | 1 (0,1%)      | 13 (1,0%)     |
| Азијати           | 7 (0,6%)      | 11 (0,9%)     |
| Хиспаноамериканци | 11 (0,9%)     | 15 (1,2%)     |
| Укупно            | 1.211         | 1.291         |